# Liste des drapeaux de Suisse L
Pour les communes suisses commençant par L. Pour plus d'informations sur les conceptions, s'il vous plaît lire l'article d'une commune. 

L'Isle (Vaud)
La Chaux (Cossonay)
La Chaux-de-Fonds
La Punt Chamues-ch
Lausanne
Le Grand-Saconnex
Lugano
Lully VD
Lutry